# Danis pseudochromia
Danis pseudochromia är en fjärilsart som beskrevs av Ribbe 1899. Danis pseudochromia ingår i släktet Danis och familjen juvelvingar. Inga underarter finns listade i Catalogue of Life.